# Signy-l'Abbaye (tổng)
Tổng Signy-l'Abbaye là một tổng ở tỉnh Ardennes trong vùng Grand Est. 
Tổng này được tổ chức xung quanh Signy-l'Abbaye ở quận Charleville-Mézières. Độ cao trung bình là 193 m.

## Hành chính
| Giai đoạn | Ủy viên          | Đảng    | Tư cách |
| --------- | ---------------- | ------- | ------- |
| 2004      | Elisabeth Faille | {{{3}}} |         |

## Các đơn vị hành chính
Tổng Signy-l'Abbaye gồm 12 xã với dân số 3 816 người (điều tra năm 1999, dân số không tính trùng)
| Xã                | Dân số | Mã bưu chính | Mã insee |
| ----------------- | ------ | ------------ | -------- |
| Barbaise          | 106    | 08430        | 08047    |
| Clavy-Warby       | 350    | 08460        | 08124    |
| Dommery           | 175    | 08460        | 08141    |
| Gruyères          | 51     | 08430        | 08201    |
| Jandun            | 235    | 08430        | 08236    |
| Lalobbe           | 206    | 08460        | 08243    |
| Launois-sur-Vence | 561    | 08430        | 08248    |
| Maranwez          | 59     | 08460        | 08272    |
| Neufmaison        | 61     | 08460        | 08315    |
| Raillicourt       | 179    | 08430        | 08352    |
| Signy-l'Abbaye    | 1 340  | 08460        | 08419    |
| Thin-le-Moutier   | 493    | 08460        | 08449    |

## Thông tin nhân khẩu
| 1962                                                     | 1968  | 1975  | 1982  | 1990  | 1999  |
| -------------------------------------------------------- | ----- | ----- | ----- | ----- | ----- |
| 3 868                                                    | 4 147 | 3 925 | 3 892 | 3 942 | 3 816 |
| Nombre retenu à partir de 1962 : dân số không tính trùng |       |       |       |       |       |